# Skälby gård, Kalmar

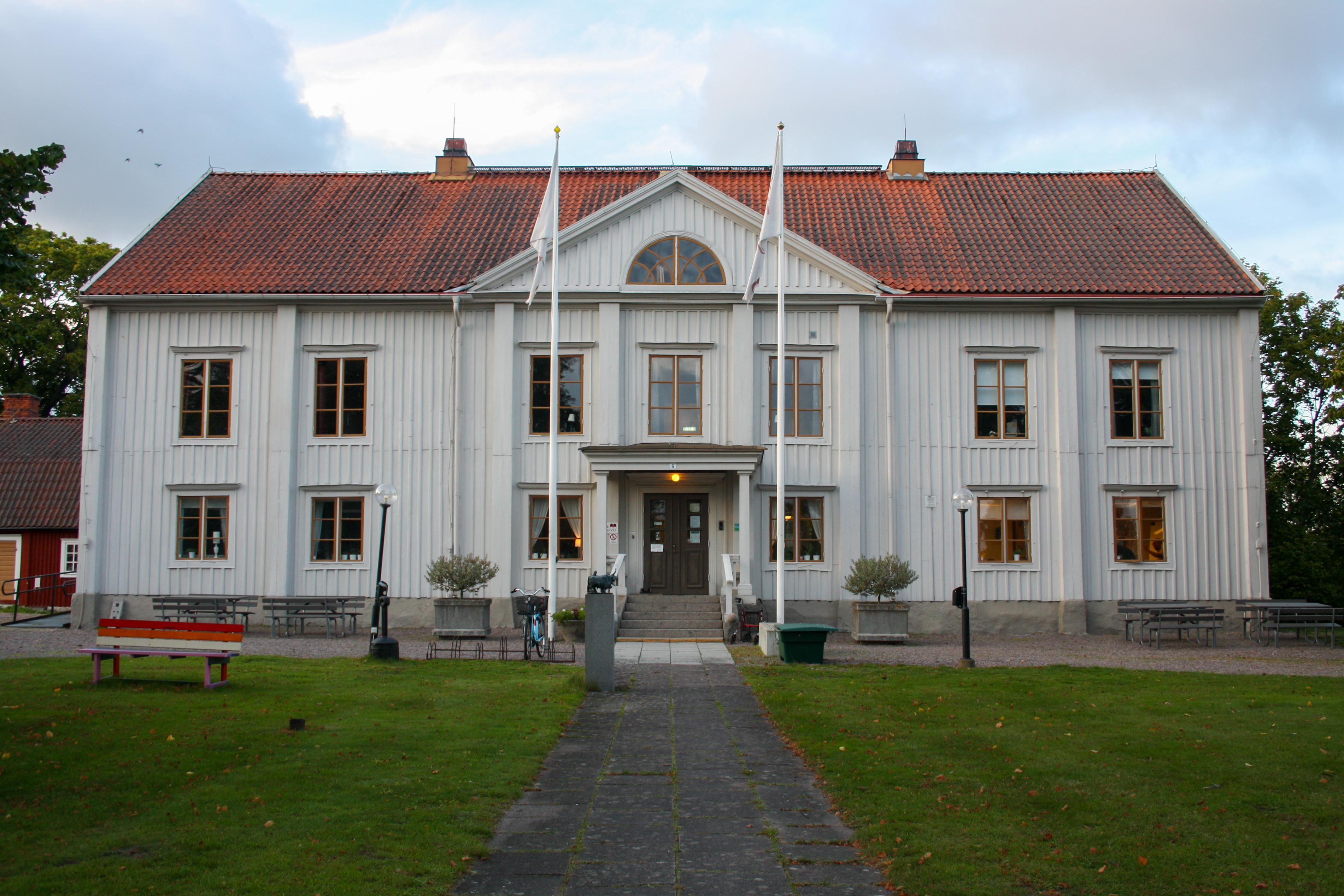
Skälby gård 2021

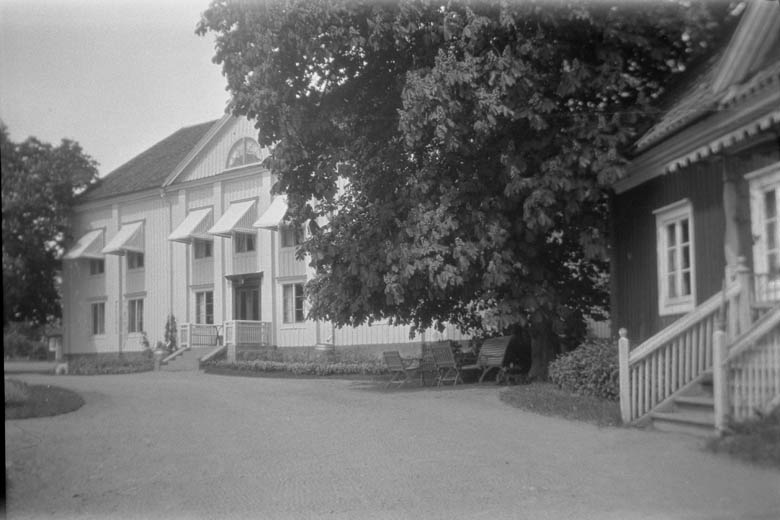
Skälby gård 1926

Skälby kungsgård är en herrgård i Kalmar socken i Kalmar kommun.

## Historia
Skälby kungsgård har anor från förhistorisk tid. Området är rikt på fornlämningar med domarringar och gravrösen från järnåldern. Det äldsta belägget för Skälby i Kalmar socken härrör från åren 1202–1215. Ursprungligen var det en by om fyra gårdar som på medeltiden blev klostergods. En av gårdarna ägdes av Kalmar nunnekloster. Gustav Vasa drog in gårdarna som slogs samman till ett ”ladugårdsgods” under Kalmar slott. Skälby räknades till kungens ”fatebursgårdar” och förvaltades av en fogde.
Gustav Vasa förlänade 1534 godset åt sin ståthållare Jakob Smålänning. Vid belägringen av Kalmar, under bondeupproret 1542, hade Nils Dacke sitt högkvarter på Skälby, troligen i Brukshagen. I dess höglänta lövskogsområde finns två "domarringar" och genom Trångsund i dalgången intill löpte en farled på vikingatiden. År 1824 upptäcktes här rester av ett vikingaskepp. Även Gustav Vasas örlogsflotta lär ha dragits genom Trångsund.
Skälby lades under Perstorps kungsladugård 1553. Fem år senare, 1558, upprättade Kronan en kungsladugård i Skälby, till vilken då även en del av Hagby hörde. Åren 1578–1581 uppges Skälby vara ”besatt med bönder”. Enligt Sylvander sköttes Skälby och Perstorp av slottet som två skilda ladugårdar fram till 1696, då de slogs ihop till en. Hofrén ser det som troligt att Skälby under hela 1500-talet, i en eller annan form, varit knuten till ämbetet som ståthållare vid Kalmar slott. Från 1620-talet finns ett par uppgifter om att ståthållare arrenderar Skälby. Från det att landshövdingeämbetet instiftas år 1634, övergår Skälby till landshövdingarna. På 1640-talet lät landshövding Conrad Falkenberg anlägga en större trädgård med hundratals fruktträd och rosenbuskar. Under planeringen anlades även en ruddamm. Vid trädgården låg en trädgårdsstuga och ett antal byggnader som brändes av danskarna 1677. På gården fanns också ett stort antal torp, en smedja och troligen ett tegelbruk.
Godset donerades 1651 till friherre Robert Douglas och hans hustru, friherrinnan Hedvig Mörner och fick ställning som säteri. På 1680-talet återgick det i Kronans ägo och förblev landshövdingeresidens fram till sent 1800-tal. År 1844 anlade landshövding Claes Ulrik Nerman en park med kastanjer, pyramidpopplar och jasminhäckar. Dessutom en lång almallé som kom att förbinda Kalmars norra och södra infarter.
I slutet av 1800-talet lades gården under domänverket som lät utarrendera den. År 1889 kom Axel och Betty le Grand till gården. Deras tid präglades av ett festligt herrgårdsliv och den praktiska organisationen av lantbruket sköttes av en befallningsman. På 1920-talet övertogs uppgiften av den unge bokhållaren Viktor Hugo Petersson. Efter Axel le Grands död övertog änkan och de båda döttrarna Eivor och Greta arrendet.
Gården köptes 1933 av Kalmar stad. Viktor Hugo Petersson tillträdde år 1937 som arrendator. Systrarna le Grand bodde dock kvar i kungsgården till 1943, medan Peterssons familj stannade i förvaltarbostaden. Fröknarna le Grand flyttade in till Kalmar där de kom att utgöra ett betydelsefullt bidrag till societeten. De förädlade också den berömda Skälbykorven.
På Skälby moderniserades jordbruket, åkrarna täckdikades och arbetarbostäderna renoverades. I det kustnära landskapet var odlingsbetingelserna mycket goda. Jordarna, av lera och ändmorän, var bland de bördigaste i Europa och hagmarkerna med sina lövträdsdungar var vackra. När Viktor Hugo Petersson avled 1960 bibehölls lantbruket av hustrun Aina Magnell, och skötseln övertogs av äldste sonen Bengt Petersson (född 1934).
Viktor Hugo Petersson och Aina Magnell är  föräldrar till sångaren och låtskrivaren Ola Magnell som föddes och växte upp på Skälby gård, liksom hans äldre systrar Gitta Magnell och Märit Andersson Naef (f. Magnell), båda författare och journalister 
.
I boken om sin öländska resa skriver Carl von Linné: ”Vi togom apotekaren Norstedt med oss att botanisera, ställandes vår väg åt Kungsladugården, som låg ¼ mil ifrån staden, omkring vilken lågo vida ängar och sköna eklundar.” Sannolikt avsåg Linné främst Oxhagen som tack vare betesdjuren förblev öppen ängsmark tills jordbruket upphörde på 1960-talet. Oxhagsdammen beskrev Linné som ”ett litet kamhav” (sank sjö). Så länge miljön var fredad, frodades en rik växtlighet i det näringsrika vattnet, bland annat kalmusrot, en medicinalväxt och liksom pestskråpen runt dammen har den varit ett minne från nunneklostrets tid. Båda dammarna på Skälby har således varit av stort botaniskt intresse.

## Nutid
Efter att arrendet 1965 upphört började Kalmar stad stycka marken till bostadshus, industrier och påfartsleder till Ölandsbron. Trots överklagande från naturvårdsvänner, stödda av länsarkitekten och landsantikvarien, exploaterades även Oxhagen. Kvar blev bara området kring byggnaderna.
Sedan 1977 används mangårdsbyggnaden, uppförd 1785, för konstutställningar, föreningsverksamhet och kurser med mera. Sedan 1973 pågår en 4H-verksamhet på gården. Bland annat har man räddat ängsmark från att växa igen. Idag är Skälby ett välbesökt rekreationsområde. Sommartid anordnas trivselkvällar och även större konserter i trädgården. Ett projekt med att bygga en ny hälsofrämjande trädgård, benämnd "Skälbyträdgården" på Skälby påbörjades 2015 och projektet kommer att pågå till 2017 . Mottot är Skälbyträdgården - en trädgård för alla sinnen och projektet ägs av Studiefrämjandet.